# Vallda (äpple)
Vallda är en äppelsort vars ursprung är Sverige. Äpplet är medelstort, har ett mestadels närmast rött skal, och ett kött som är mört och aningen syrligt. Vallda mognar i september och håller sig därefter i gott skick, under endast en kort period. I Sverige odlas Vallda gynnsammast i zon 1-4.